# Tinodes tuberosa
Tinodes tuberosa är en nattsländeart som beskrevs av Wolfram Mey 1990. Tinodes tuberosa ingår i släktet Tinodes och familjen tunnelnattsländor. Inga underarter finns listade i Catalogue of Life.